# 스케반 형사 극장판 2 - 카자마 세 자매의 역습
스케반 형사 극장판 2 - 카자마 세 자매의 역습(スケバン刑事 風間三姉妹の逆襲)은 일본에서 제작된 타나카 히데오 감독의 1988년 영화이다. 아사카 유이 등이 주연으로 출연하였다.

## 출연

### 주연
- 아사카 유이
- 오니시 유카

### 조연
- 나카무라 유마
- 토요하라 코스케
- 쿄모토 마사키
- 후지시로 미나코
- 나가토 히로유키
- 하기와라 나가레
- 에바라 신지로
- 타나카 코지
- 야마모토 갠노스케

## 제작진
- 원조: 와다 신지